# Arbeitsverdienststern

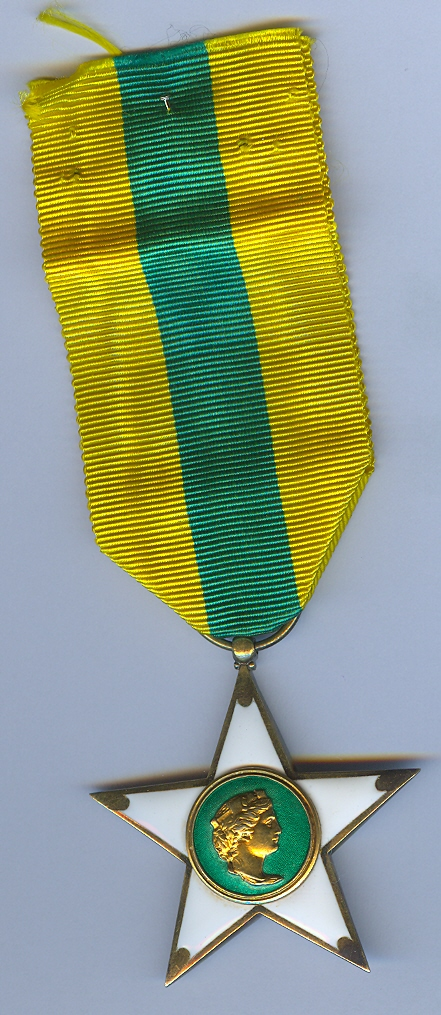
Avers und Ordensband

Der Arbeitsverdienststern (italienisch Stella al merito del lavoro) wurde am 23. Dezember 1923 per Dekret durch König Viktor Emanuel III. von Italien gestiftet. Seine Verleihung erfolgt an Arbeiter in Industrie, Handel und Landwirtschaft und konnte auch mit einer einmaligen Geldprämie in Höhe von 1.000 Lire verbunden sein. Voraussetzung für die Verleihung ist eine mindestens 30- bzw. 40-jährige Tätigkeit im gleichen Betrieb. Abweichungen sind jedoch möglich, wenn der betreffende Arbeiter seinen Arbeitszweig z. B. durch wichtige Erfindungen oder Verbesserungen wesentlich gefördert hat.
Nach dem Ende der Monarchie in Italien und der Ausrufung der Republik wurde der Orden durch Staatspräsident Luigi Einaudi am 18. Dezember 1952 neu gestiftet.

## Ordensdekoration
Das Ordenszeichen ist ein silberner weiß emaillierter Stern und zeigt auf seinem grün emaillierten Medaillon seit 1925 den nach links  gewendeten Kopf der Göttin Italia. Zuvor verliehene Ordenszeichen zeigten auf blauen Grund die Abbildung der Umrisse Italiens. Im Revers wird unter der Inschrift Per il servizio al lavoro (Für Verdienst um die Arbeit) der Name des Beliehenen eingraviert.

## Trageweise
Getragen wird der Stern an der linken oberen Brustseite, dessen Ordensband bis 1925 rein gelb war. Danach gelb-grün-gelb.

## Sonstiges
Eine Verleihung an Auslandsitaliener ist möglich. Voraussetzungen sind mind. 25 Jahre ununterbrochene Betriebszugehörigkeit und ein Alter von 50 Jahren. In diesem Fall wird die gleiche Ordensdekoration verliehen und erhält zusätzlich auf der Rückseite die Inschrift All'estero (Im Ausland).